# Viure i deixar viure
Viure i deixar viure és l'augment espontani de comportament no agressiu i cooperatiu que es va desenvolupar durant la Primera Guerra Mundial particularment durant els períodes prolongats de guerra de trinxeres en el Front Occidental. Potser un dels exemples més famosos d'aquest comportament és la Treva de Nadal de 1914.
És un procés que pot ser caracteritzat com l'abstinència de l'ús de la violència durant la guerra. De vegades podia prendre la forma de treves però també de pactes negociats localment per soldats. En altres ocasions podia ser un comportament tàcit on les dues parts evitaven disparar o s'atacaven intencionadament de forma ritual, assenyalant que no tenien intenció letal.